# Laissez-moi danser (Kurzfilm)
Laissez-moi danser ist ein französischer Kurzfilm von Valérie Leroy aus dem Jahr 2017.

## Handlung
Mylène ist Vorarbeiterin einer Reinigungstruppe auf einem Fährschiff, das in einer Stunde nach Großbritannien ablegen wird. Sie arbeitet die neue Mitarbeiterin Samia ein und organisiert eine Entlastung für Florence, der mal wieder der Rücken weh tut. Mit der jungen Lola teilt sie die Begeisterung für eine Tanzshow im Fernsehen. Kurz darauf wird sie von der rebellischen Karine zu einem Notfall gerufen: Er stellt sich als Überraschungsgeburtstagsfeier für Mylène heraus. Sie erhält von allen Kolleginnen einen Gutschein für einen Tanzkurs. Der Gutschein jedoch ist auf ihren Deadname Joseph ausgestellt, obwohl auf Arbeit nicht bekannt ist, dass Mylène transsexuell ist. Sie zieht sich weinend zurück, begibt sich dann jedoch auf die Suche nach der Person, die den Gutschein organisiert hat. Es stellt sich heraus, dass es Florence war. Sie hatte in Mylènes Haus zufällig einen Tanzpokal mit Mylènes früherem Namen entdeckt. Sie will ihren Job haben und droht ihr, andernfalls ihre Vergangenheit vor dem Chef der Gruppe, Bernal, offenzulegen. Mylène macht Florence klar, dass sie tun soll, was sie nicht lassen kann.  Das Gespräch wird von Samia belauscht, die Mylène entschlossen zurück auf die Tanzfläche holt, wo diese befreit zu tanzen beginnt.

## Produktion
Laissez-moi danser war nach Le grand bain der zweite Kurzfilm, bei dem Schauspielerin Valérie Leroy Regie führte. Die Idee zum Film hatte Leroy, nachdem sie ein Interview mit einer Putzfrau einer Fähre gesehen hatte, wobei die elegante Frau nicht dem Klischee einer Putzfrau entsprach. Leroy plante daraufhin einen Film über Reinigungskräfte einer Fähre zu drehen, wobei sie auch den Hintergrund der Frauen darstellen wollte. Das Szenario entstand im April 2015 im Rahmen einer 48-Stunden-Challenge des Valence Scénario Festivals, bei dem Laissez-moi danser in der Kategorie Kurzfilm den ersten Platz errang und mit der Plume de cristal ausgezeichnet wurde.
Der Film wurde vom 26. Oktober bis 3. November 2016 am Handelshafen bei Sète, in Palavas-les-Flots und Montpellier gedreht. Die Schiffsinnenaufnahmen entstanden im Hotel ibis budget Montpellier Centre Millénairre. Die Kostüme schuf Sarah Billand.
Der Film lief auf verschiedenen Filmfestivals, darunter im September 2017 auf dem Festival Off-Courts de Trouville sowie im Juni 2018 auf dem Kurzfilmfestival ShortShorts in Tokio und dem Palm Springs International ShortFest.

## Auszeichnungen
Auf dem Valence Scénario Festival gewann Laissez-moi danser 2015 die Plume de cristal als bestes Kurzfilmszenario. Laissez-moi danser wurde 2018 für einen César in der Kategorie Bester Kurzfilm nominiert.